# Associação Musical de Vila Nova de Anha
A Associação Musical de Vila Nova de Anha (AMVNA) é uma instituição de cariz musical sem fins lucrativos sediada na freguesia de Vila Nova de Anha, em Viana do Castelo. Actualmente conta com cerca de 50 elementos, maioritariamente provenientes da sua localidade, que seguem a regência do maestro Francisco Lima.

## História
A AMVNA foi fundada na madrugada de 16 de Dezembro de 2011 e a sua apresentação oficial aos anhenses e apoiantes decorreu no dia 31 de Março de 2012 na Casa do Povo de Vila Nova de Anha. Contudo, a primeira actuação foi realizada pela orquestra ligeira no dia 5 de Fevereiro de 2012 em Ourense, Espanha.
A banda filarmónica desfilou pela primeira vez no dia 16 de Abril de 2012.
No dia 23 de Dezembro de 2012 protagonizou no Mosteiro de São Romão do Neiva um concerto de Natal em parceria com o Coral Polifónico de Neiva.

## Vertentes
- Banda Filarmónica
- Orquestra Ligeira
- Classes de Conjunto
- Escola de Música

## Valores
- Alegria
- Amizade
- Respeito
- Responsabilidade
- Solidariedade

## Hino
Nome: Marcha dos Valores
Data: 2012
Letra: Carlos Rego Meira
Música: Filipa Lima

### Letra
| Na nossa Associação, Canta-se com alegria, Que nos enche o coração E eleva dia a dia! A amizade que nos une Faz a força do querer; Em cinco valores reúne A vontade de vencer! | Refrão: São valores que defendemos E fazem nossa bandeira; É o caminho que escolhemos Para a nossa vida inteira, Para a nossa vida inteira! | Ser responsáveis, Respeitadores, Ter na amizade Nossos valores! E solidários Com alegria, Estes valores Servem de guia! |

## Trabalhos
- Revista "Oitava Acima"